# Korytné
Korytné (allemand : Koritnau) est un village de Slovaquie situé dans la région de Prešov. Ce village se situe au nord-est du pays.

## Histoire
Première mention écrite du village en 1297.

## Démographie

### Évolution de la population
| Année:               | 1994. | 2004. | 2014.    | 2024.   |
| -------------------- | ----- | ----- | -------- | ------- |
| Nombre de personnes: | 0     | 112   | 92       | 98      |
| Différence:          |       | –     | -17,85 % | +6,52 % |

| Année:               | 2023. | 2024.   |
| -------------------- | ----- | ------- |
| Nombre de personnes: | 103   | 98      |
| Différence:          |       | -4,85 % |